# باشگاه فوتبال یواس‌آر
یونیتی سن-روز یک باشگاه فوتبال در گوادلوپ است که در شهر سن-روز واقع شده است.

## افتخارات
- مسابقات قهرمانی ملی گوادلوپ: ۲ قهرمانی
- جام حذفی گوادلوپ: ۱ قهرمانی